# Amt Salzhausen
Das Amt Salzhausen war ein historisches Verwaltungsgebiet des Königreichs Hannover.

## Geschichte
Das Amt Salzhausen entstand im Zuge der Verwaltungsreform von 1852 durch Abspaltung vom Amt Winsen (Luhe). Es umfasste den größten Teil der vormaligen Vogteien Garlstorf und Amelinghausen. Von 1856 bis 1858 wurde das Amt durch das Amt Pattensen mitverwaltet. 1859 wurde es aufgehoben. Der größere Teil kam wieder zum Amt Winsen (Luhe), die Kirchspiele Amelinghausen und Kirchgellersen wurden dem Amt Lüne, das Gut Holm dem Amt Tostedt eingegliedert.

## Amtmann
- 1852–1855: Carl Franz August Meyer